# Kirklees
Kirklees est un district métropolitain du Royaume-Uni, en Angleterre, dans le comté du Yorkshire de l'Ouest. Sa population atteint 390 000 habitants et il se compose des localités de Batley, Birstall, Cleckheaton, Denby Dale, Dewsbury, Heckmondwike, Holmfirth, Huddersfield, Kirkburton,  Marsden, Meltham, Mirfield et Slaithwaite.

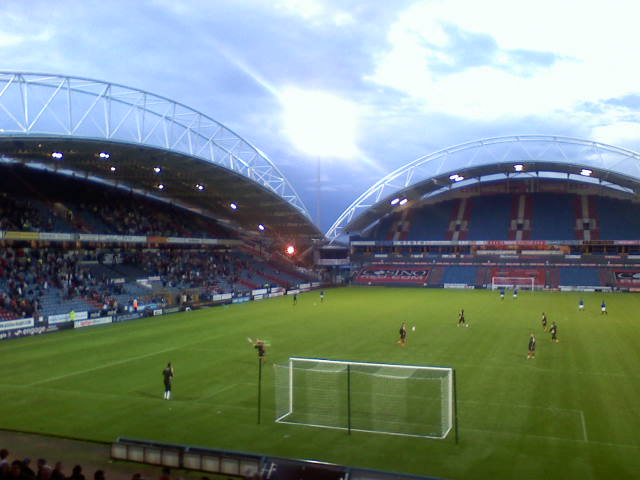
Le stade de Kirklees